# Niceta il Goto
San Niceta il Goto (Romania, IV secolo – Romania, 370) è stato un martire di nazionalità gota la cui memoria liturgica è fissata al 15 settembre, così come riportato nei Menologi e nei Sinassari della Chiesa ortodossa.
Il suo nome deriva dal verbo greco nicao che significa vincere.

## Biografia
Nato sotto il regno dell'imperatore Costantino I, era un uomo nobile e guerriero, convertitosi al cristianesimo con l'evangelizzazione del vescovo dei Goti, Teofilo. Si adoperò in prima linea alla diffusione della fede cristiana. Atanarico, sovrano visigoto e pagano, perseguitò i cristiani per costringerli a ritornare al paganesimo. Il rifiuto di Niceta determinò il suo martirio e fu arso vivo nel 370. 
Il giorno della morte rimane sconosciuto; il 15 settembre è il giorno della deposizione delle reliquie nella basilica di Mopsuestia, l'attuale Mamistra, nel 375.

## Il culto
Dal Martirologio Romano: «Sulle rive del Danubio, san Niceta il Goto, martire, che fu messo al rogo per la sua fede cattolica per ordine del re ariano Atanarico.» 
Il culto di san Niceta si diffuse a Costantinopoli, dove fu edificata una chiesa. Il suo corpo si trova oggi nella Chiesa di San Nicolò dei Mendicoli a Venezia. 
In Italia il martire è protettore della cittadina di Melendugno in provincia di Lecce, al quale è dedicata anche l'abbazia di San Niceta del XII secolo. Qui si conserva una reliquia del braccio sinistro. Bisogna sottolineare che in tutto il mondo Melendugno è l'unica cittadina che vanta il patronato di San Niceta il Goto.
Secondo un'altra fonte, le reliquie conservate a Melendugno, non appartenerebbero a San Niceta il Goto, ma al teologo e missionario dei Bessi traci ed altre genti della peninsola balcanica, San Niceta, vescovo di Remesiana (oggi Bela Palanka nel sud della Serbia).